# Control estadístico de procesos
El control gráfico de procesos (CGP o SPC, del inglés statistical process control) ayuda al uso de gráficos de control, basándose en técnicas estadísticas, lo que permite usar criterios objetivos para distinguir variaciones de fondo de eventos de importancia. Casi toda su potencia está en la capacidad de monitorizar el centro del proceso y su variación alrededor del centro. Recopilando datos de mediciones en diferentes sitios en el proceso, se pueden detectar y corregir variaciones en el proceso que puedan afectar a la calidad del producto o servicio final, reduciendo desechos y evitando que los problemas lleguen al cliente final. Con su énfasis en la detección precoz y prevención de problemas, SPC tiene una clara ventaja frente a los métodos de calidad como inspección, que aplican recursos para detectar y corregir problemas al final del producto o servicio, cuando ya es demasiado tarde.
Además de reducir desechos, SPC puede tener como consecuencia una reducción del tiempo necesario para producir el producto o servicio. Esto es debido parcialmente a que la probabilidad de que el producto final se tenga que retrabajar es menor, pero también puede ocurrir que al usar SPC, identifiquemos los cuellos de botella, paradas y otros tipos de esperas dentro del proceso. Reducciones del tiempo de ciclo del proceso relacionado con mejoras de rentabilidad han hecho del SPC una herramienta valiosa desde el punto de vista de la reducción de costes y de la satisfacción del cliente final.

## Historia
En la década de 1920, Walter A. Shewhart fue el primero en utilizar el Control Estadístico de Procesos. Después, W. Edwards Deming aplicó los métodos del SPC en los Estados Unidos durante La Segunda Guerra Mundial, mejorando con éxito la calidad en la producción de municiones y otros productos de importancia estratégica. Deming ha contribuido decisivamente a introducir los métodos del SPC en la industria japonesa después de la guerra.
Edwards creó la base para el gráfico de control y el concepto del control estadístico durante experimentos diseñados cuidadosamente. Mientras Shewhart se inspiraba en teorías matemáticas y estadísticas puras, descubrió que datos derivados de procesos físicos raramente producen una "curva de distribución normal" (una distribución gaussiana, también llamada "curva en campana"). Descubrió que las variaciones en los datos de producción no se comportan siempre de la misma manera que en la naturaleza (Movimiento browniano de partículas). Shewhart concluyó que mientras cada proceso muestra una variación, algunos procesos muestran variaciones controladas naturales dentro del proceso (causas comunes de variación), mientras otros muestran variaciones descontroladas que no están siempre presentes en el proceso causal.

## Formulación matemática
Recuérdese que el objetivo primordial del CEP (Control Estadístico de Procesos) consiste en monitorizar la evolución de un proceso de producción para detectar cambios de manera rápida y efectiva. 
Los datos necesarios para definir un diagrama de Shewhart son los siguientes: en puntos temporales equidistantes, se toma una muestra pequeña (generalmente de un tamaño que ronda las 4 o 5 unidades) y se hace una medición de la variable de control que interesa monitorizar. Dichas muestras son conocidas como subgrupos racionales (traducción directa del inglés rationale subgroups). En general, la elección de estos subgrupos se hace de tal manera que las observaciones sean independientes además de incorporar la información suficiente para detectar variaciones en el corto plazo. 
Es común utilizar la media aritmética {\displaystyle {\bar {X}}} como variable de control. El diagrama de Shewhart se construye representando gráficamente las medias {\displaystyle {\bar {X_{i}}}} de los grupos de control frente al tiempo. Una suposición adicional que es importante realizar es que {\displaystyle \mathbb {E} (X)=\mu {\text{ y }}{\text{Var}}(X)=\sigma ^{2}}. Como la colección de datos {\displaystyle (X_{1},...,X_{n})} es una secuencia de variables aleatorias independientes e idénticamente distribuidas se cumple que {\displaystyle \mathbb {E} ({\bar {X_{i}}})=\mu {\text{ y }}{\text{Var}}({\bar {X_{i}}})=\sigma ^{2}/n_{i}} donde {\displaystyle n_{i}} es el tamaño de cada grupo de control. 
Una vez se han tenido en cuenta las consideraciones anteriores es importante crear el diagrama utilizando tres conceptos capitales en esta área de conocimiento: {\displaystyle LC} (línea central), {\displaystyle LCS} (límite de control superior) y {\displaystyle LCI} (límite de control inferior). Las líneas {\displaystyle LCS} y {\displaystyle LCI} se encuentran a una distancia {\displaystyle 3\sigma /{\sqrt {n}}} de la línea central. El sistema de control está diseñado de tal manera que si alguna de las observaciones queda fuera de los límites establecidos se activa una alarma para llevar a cabo la vigilancia del proceso.
Se puede formular el problema en términos estadísticos con las siguientes hipótesis nula y alternativa para cada uno de los subgrupos de control.
{\displaystyle H_{0,i}:{\bar {X_{j}}}\sim {\mathcal {N}}(\mu ,\sigma ^{2}/n){\text{ para }}j\leq i}
{\displaystyle H_{1,i}:{\text{ para algún }}k<i{\text{ }}{\begin{cases}{\bar {X_{j}}}\sim {\mathcal {N}}(\mu ,\sigma ^{2}/n),j\leq k\\{\bar {X_{j}}}\sim {\mathcal {N}}({\hat {\mu }},\sigma ^{2}/n),k<j\leq i\end{cases}}}
Bajo estas consideraciones, la hipótesis nula se corresponde con una situación bajo control mientras que la hipótesis alternativa describe un proceso fuera de control por el cual la media cambia de manera persistente. Aunque este escenario es algo simplista (puede haber cambios epidémicos en la media), suele ser el más utilizado en la literatura. 
Es importante comentar que los diagramas de Shewhart están pensados para tener una duración finita, es decir, por la propia formulación del problema ha de existir un momento en el cual se produzca la parada (que es equivalente a que el proceso esté fuera de control).  
Se define la longitud de este diagrama de control como sigue: 
{\displaystyle N=\min\{k{\text{ tal que }}{\bar {X_{k}}}>LCS{\text{ o }}{\bar {X_{k}}}<LCI\}}
La duración esperada de un diagrama de control puede calcularse teniendo en cuenta que {\displaystyle N} sigue una distribución geométrica de parámetro {\displaystyle p}, que se corresponde con la probabilidad que tener un primer fracaso o, equivalentemente, situarse fuera de los límites de control.  
{\displaystyle \mathbb {E} (N)=\sum _{i=0}^{\infty }\mathbb {P} (N>i)=\sum _{i=0}^{\infty }(1-p)^{i}={\frac {1}{p}}}
En consecuencia la duración esperada del proceso es inversamente proporcional a la probabilidad de situarse fuera de los límites de control. 

### Control estadístico de procesos y cadenas de Markov
Una vez que utilizamos reglas de control en los gráficos de Shewhart, este adquiere memoria y los estadísticos (mediciones sobre los grupos de control) dejan de ser independientes. En consecuencia, la duración esperada de un diagrama de control deja de tener distribución geométrica que se vio previamente. La idea detrás del procedimiento que vamos a utilizar hoy es representar el diagrama de control como una cadena de Markov a través de una selección adecuada del espacio de estados. Trabajaremos sobre el siguiente ejemplo concreto que merece la pena mencionar.
Sea un diagrama con la regla "dos puntos consecutivos fuera de los límites de control". Los estados de la cadena son los siguientes:
- Estado 0: el punto actual está en la zona bajo control.
- Estado 1: el punto está en una de las regiones de peligro, aunque el previo no lo estaba.
- Estado 2: el punto está fuera de los límites de control, en consecuencia el diagrama lanza una señal de alerta.

Nótese que el estado 2 es absorbente, cuando se entra en la región fuera de control ya es imposible cambiar de región, recuérdese que asumimos que no hay cambios epidémicos. La matriz de transición de estados de la cadena de Markov es la siguiente:
{\displaystyle \Lambda ={\begin{pmatrix}p_{0}&p_{1}&1-p_{0}-p_{1}\\p_{0}&0&1-p_{0}\\0&0&1\end{pmatrix}}}
Recordar que las ecuaciones de Chapman-Kolmogorov relacionan el cambio de una distribución de estados a otra en la cadena de Markov. Traducido a ecuaciones, esto significa que:
{\displaystyle S_{k}=S_{k-1}\Lambda } donde {\displaystyle S_{k}} es un vector fila.

## General
La siguiente descripción se refiere más al sector industrial que al sector de servicios, aunque los principios de SPC se pueden aplicar a los dos sectores. Para una descripción y un ejemplo de cómo aplicar SPC al sector de servicios, refiérase a Roberts (2005). También se ha aplicado SPC con éxito para detectar cambios en el comportamiento organizativo con Detección de Cambios en Redes Sociales introducido por McCulloh.
Tradicionalmente, en procesos de producción en masa, se controlaba la calidad de la pieza acabada mediante inspecciones del producto al final del proceso; aceptando o rechazando cada pieza (o muestras de producción) basándose en los criterios de especificaciones. La diferencia del Control del Proceso estadístico es que usa herramientas estadísticas para observar el rendimiento del proceso de producción para prever desviaciones importantes que pueda resultar en el producto rechazado. 
Existen dos tipos de variaciones en todos los procesos industriales y ambas variaciones causan variaciones posteriores en el producto final. Las primeras son variaciones de causa natural o común y pueden ser variaciones en temperatura, especificaciones en materias primas o electricidad etc. Estas variaciones son pequeñas y normalmente están cerca del valor medio. El modelo de variación sería similar a los modelos encontrados en la naturaleza y la distribución forma la curva de distribución normal (forma de campana). Las segundas son conocidas como causas especiales y suceden con menos frecuencia que las primeras.
Por ejemplo, una línea de producción de cajas de cereales puede estar diseñada para rellenar cada caja de cereales con 500 gramos de producto, pero algunas cajas pueden tener un poco más de 500 gramos, y otras pueden tener un poco menos, conforme a la distribución del peso neto. Si el proceso de producción, sus entradas, o su entorno cambia (por ejemplo, las máquinas de producción muestran señales de desgaste), esta distribución pueda cambiar. Por ejemplo, si las poleas se desgastan, la máquina que rellena las cajas con cereales puede empezar a introducir más cereales en cada caja que lo especificado. Si se permite continuar con este cambio sin estar controlado, se producirán más y más productos que no entran dentro de las tolerancias del fabricante o del consumidor, con el resultado de desechos. Mientras en este caso, el desecho está presente en la forma de producto “gratuito” para el consumidor, normalmente el desecho consiste en retrabajo o chatarra.
Observando en el momento justo qué ha pasado en el proceso que ha provocado un cambio, el ingeniero de calidad o cualquier miembro del equipo que está como responsable de la línea de producción puede solucionar la causa principal de la variación que ha entrado en el proceso y se corrige el problema.
El SPC también indica cuándo se debe tomar una acción dentro de un proceso, pero indica también cuando NO se deben tomar acciones. Un ejemplo es una persona que le gustaría mantener un peso equilibrado y toma medidas de peso cada semana. Una persona que no entiende los conceptos del SPC pueda empezar una dieta cada vez que su peso incrementa, o comer más cada vez que su peso disminuye. Este tipo de acción puede ser perjudicial y puede generar más variación en peso. SPC se justifica en una variación del peso normal y una indicación mejorada de cuándo la persona está ganando o perdiendo peso.